# Tram VBZ Be 4/6 (1976)
I tram tipo Be 4/6 della Verkehrsbetriebe Zürich, detti "Tram 2000", sono una serie di elettromotrici tranviarie articolate monodirezionali, costruite a partire dal 1976 per l'esercizio sulla rete tranviaria di Zurigo.

## Storia
I "Tram 2000" vennero progettati negli anni settanta del XX secolo come successori dei tram tipo "Mirage", ma a differenza di quelli fu scelta una configurazione a due casse collegate da un'articolazione centrale sorretta da un carrello Jakobs.
Inizialmente vennero costruite 45 vetture con cabina (numerate da 2001 a 2045) e 15 vetture senza cabina (numerate da 2301 a 2315), che venivano accoppiate in comando multiplo per formare convogli di maggiore capacità. Questa prima serie di vetture fu consegnata dal 1976 al 1978.
Visti i risultati soddisfacenti, si decise di ordinare una seconda serie, composta di 53 vetture con cabina (numerate da 2046 a 2098), potenziate rispetto alle precedenti; le vetture senza cabina invece vennero costruite in versione ridotta a cassa unica su due carrelli (e pertanto classificate Be 2/4), numerate da 2401 a 2420 e soprannominate "Pony". La seconda serie fu consegnata dal 1985 al 1987.
Dal 1992 al 1993 venne costruita una terza serie, composta di 23 vetture con cabina (numerate da 2099 a 2121) e di 15 "Pony" (numerate da 2421 a 2435).

### Le vetture allungate (Sänfte)
Per adeguare le vetture alle richieste di maggiore capacità e migliore accessibilità, fra il 2004 e il 2005 le 23 vetture della terza serie vennero allungate con l'aggiunta di una sezione centrale a pianale ribassato e l'aggiunta di un nuovo carrello, così che il rodiggio è diventato B'2'2'B'. Le vetture così modificate hanno ottenuto il soprannome di Sänfte ("lettiga"), a causa della conformazione della cassa centrale, sospesa fra due carrelli.

## Galleria d'immagini

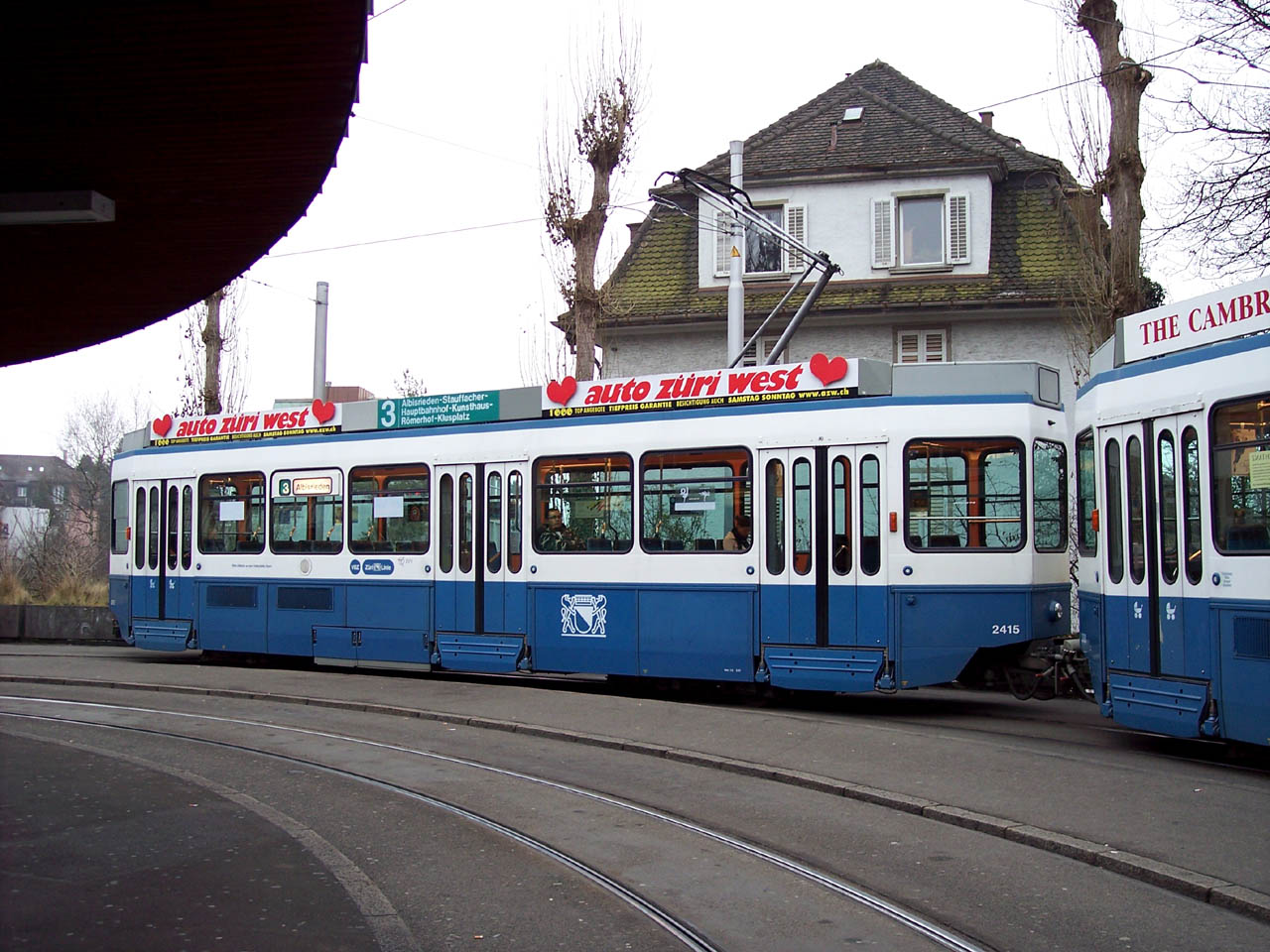
Vettura monocassa Be 2/4 "Pony"
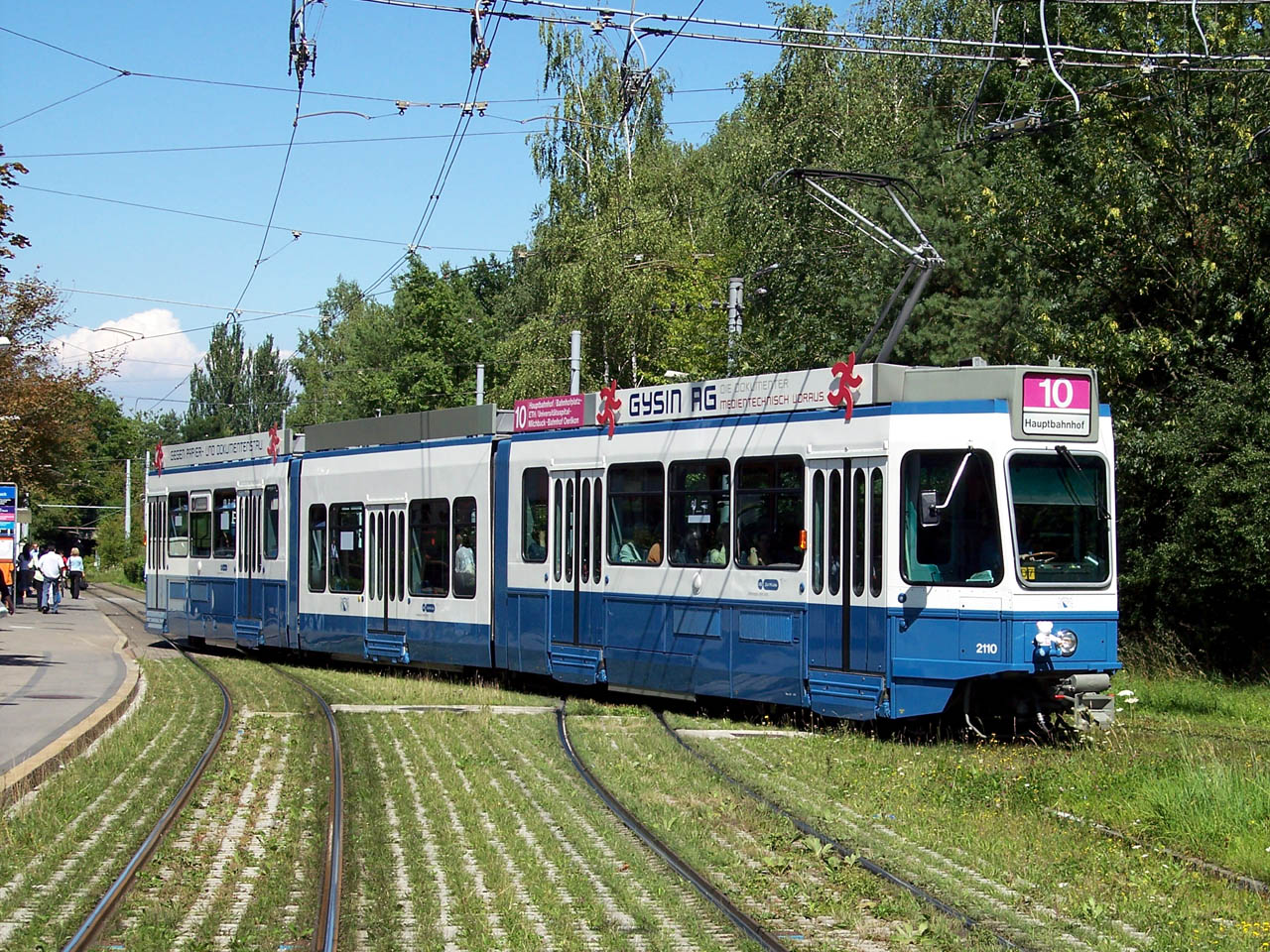
Vettura allungata (Sänfte)

## Vetture derivate
In seguito ai buoni risultati ottenuti a Zurigo, vennero realizzate vetture derivate per la Regionalverkehr Bern-Solothurn (RBS), per la Forchbahn (FB), e per la rete tranviaria di Neuchâtel. 
In Italia l'Officina Meccanica della Stanga, una volta acquisite le licenze di produzione, rielaborò profondamente il progetto per adattarlo alle esigenze della metropolitana di Genova, ottenendone la " Serie 0" (vetture 01 ÷ 06).

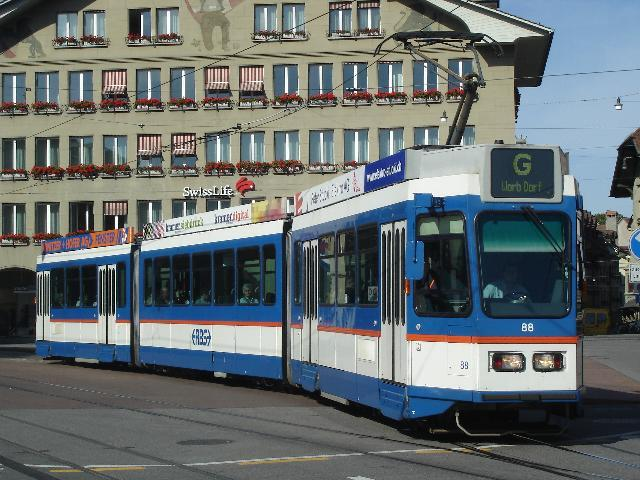
Vettura della RBS
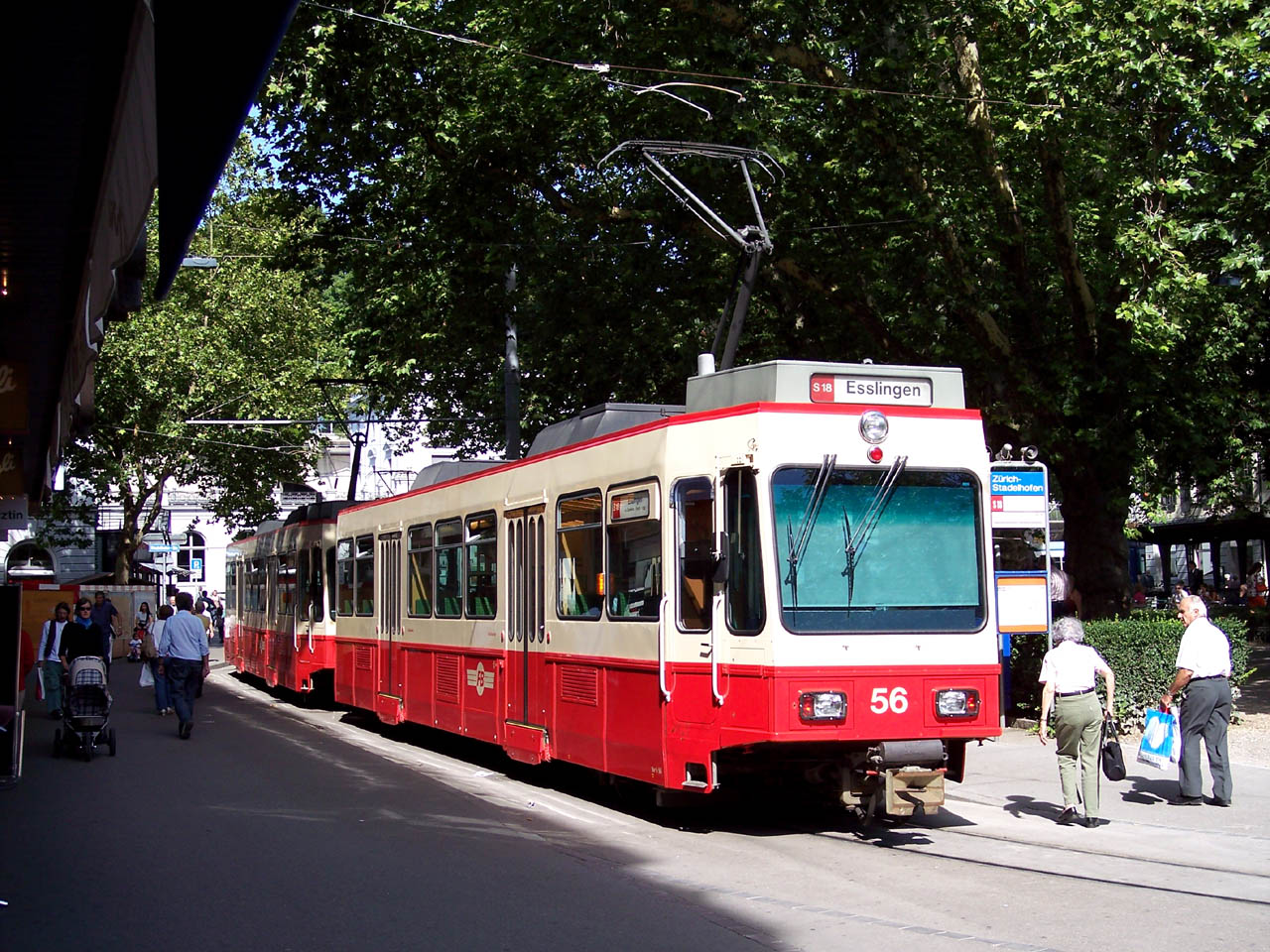
Vettura della Forchbahn
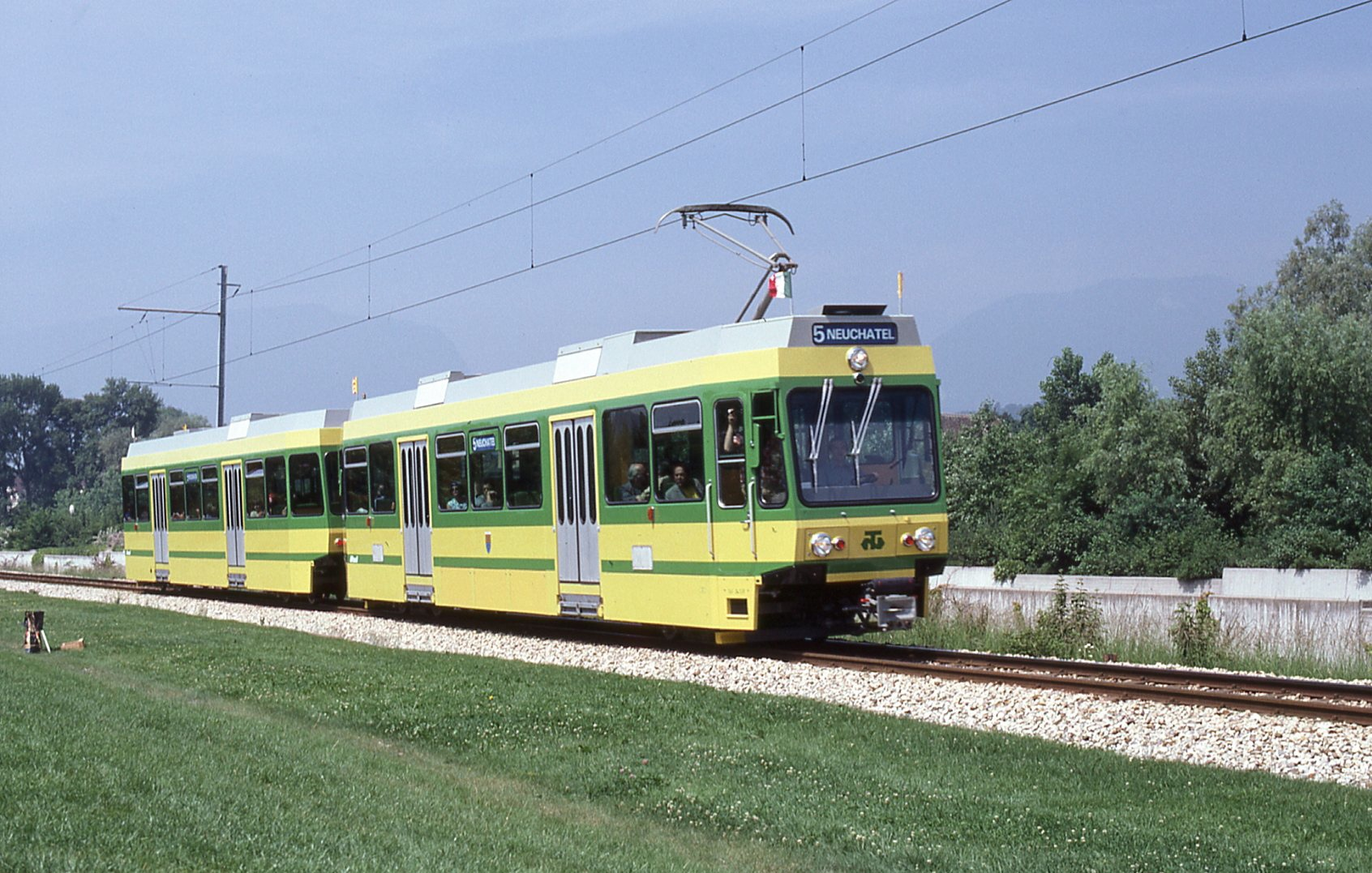
Vettura della rete di Neuchâtel
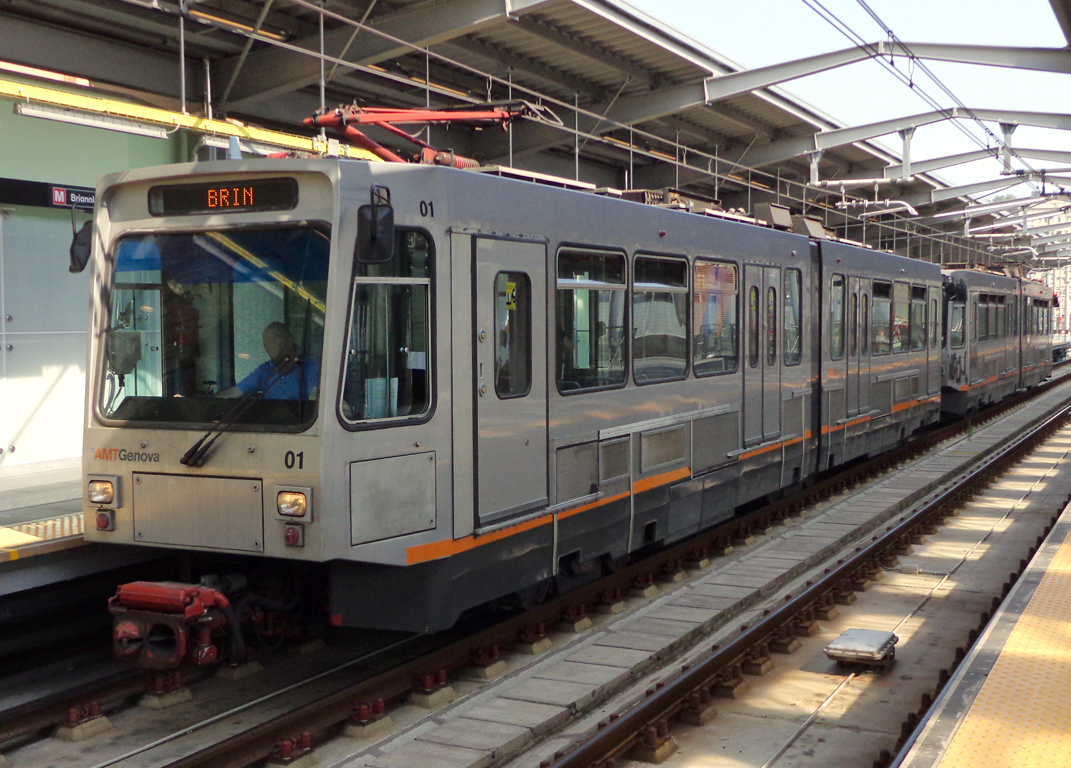
Vettura della metropolitana di Genova